# Chorobates

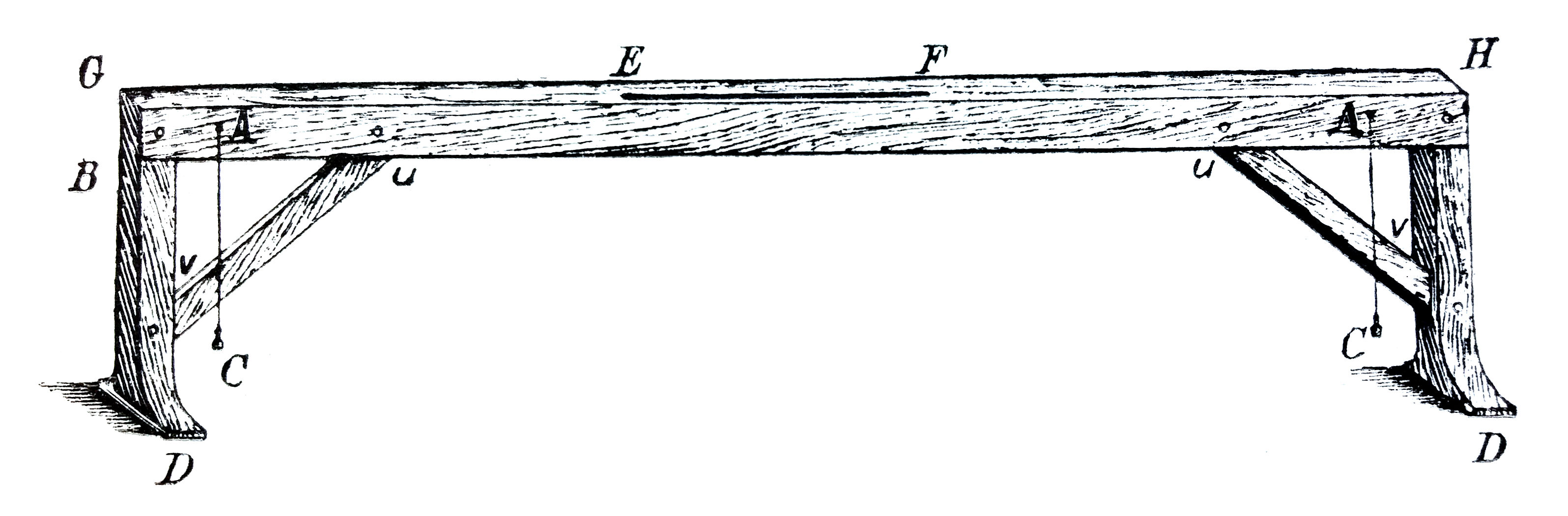
Il Chorobates: ricostruzione secondo Newton.

Il chorobates, o corobate, era uno strumento di misura romano per determinare la pendenza del terreno, usato principalmente per livellare canali e condotte idriche e nella costruzione di acquedotti.
Vitruvio ne parla nel VIII libro del suo trattato De architectura.

## Caratteristiche
Tale strumento era formato da un'assicella lunga venti piedi (circa 6 m) e appoggiata a due sostegni di legno. A ciascuna estremità, erano appesi due o quattro fili a piombo che indicavano sulle linee delle traverse la posizione orizzontale. Al centro dell'assicella vi era un incavo, in cui andava versata dell'acqua: se il liquido la riempiva senza fuoriuscire, il dispositivo era in posizione piana.